# Rebelião Hukbalahap
Rebelião Hukbalahap foi uma rebelião organizada pelos antigos soldados do Hukbalahap ou Hukbo ng Bayan Laban sa Hapon (Exército Anti-Japonês) contra o governo filipino. Teve inicio durante a ocupação japonesa das Filipinas em 1942 e continuou durante a presidência de Manuel Roxas, terminando em 1954 sob a presidência de Ramon Magsaysay.